# Wendershagen
Wendershagen ist ein Ortsteil von Morsbach im Oberbergischen Kreis im südlichen Nordrhein-Westfalen innerhalb des Regierungsbezirks Köln.

## Lage und Beschreibung
Wendershagen ist ein in einem Talkessel gelegener Ortsteil der Gemeinde Morsbach im Oberbergischen Kreis an der Südgrenze Nordrhein-Westfalens innerhalb des Regierungsbezirks Köln.
In dem 250-Seelen-Dorf ist „die Welt mit Brettern zugenagelt“, wie die 'Ureinwohner' selbst sagen, welche bis Anfang der 1960er Jahre ausschließlich von Ackerbau und Viehzucht lebten. Dann wurde die damals einzige Zufahrtsstraße in den Ort asphaltiert und eine dreimal täglich verkehrende Postbuslinie zwischen Wendershagen und Morsbach eingerichtet. Hierdurch konnten die erwerbsfähigen Einwohner in die Industriebetriebe Morsbachs und Waldbröls pendeln. Seit Bau der K53 nach Reichshof-Erdingen ist die A4 nur noch 15 Minuten entfernt und Wendershagen daher auch für weiträumigere Pendler attraktiv.
Der Ort war bis nach dem Krieg katholisch; 'geistliches Oberhaupt' war der im Nachbarort Rom residierende „Schweinepapst“: Wendershagen wurde in Morsbach gerne „Land der 1000 Schweine“ genannt, da Geflügel und Schweine frei herumliefen und die nicht asphaltierten Wege oft morastig waren, so dass auch die Schuhe und Hosen der Bewohner dann nicht sauber blieben.

## Geschichte

### Erstnennung
1492 wurde der Ort das erste Mal urkundlich erwähnt: „Wolff Johann von Wenderßhain wird in Akten über Gebrechen zwischen Berg und Sayn-Homburg genannt.“
Schreibweise der Erstnennung: Wenderßhain

### Straßen- und Flurnamen
Folgende Bezeichnungen waren vor der amtlichen Benennung der Straßen üblich:
- Auf dem Dempel: Om Dempel
- Auf dem Höfchen: Om Höefchen
- Birkenweg: Schlawiss
- Borner Weg: Künningsborn
- Ellinger Straße: Op de Kempe
- Lichtenberger Straße: Horloh
- Querstraße: Zom Backes, Em Hoff
- Turmstraße: Hoelle Wä
- Sonnenstraße: Op de Hüll

Darüber hinaus waren auch weitere Örtlichkeiten und Fluren inoffiziell benannt:
1. Em Bruch
2. Im Dachsloch
3. Dienstbusch
4. Op de Muermisch
5. Gipfel der Republik[3]
6. Im Grawich (Grabich)
7. In de Fennschlah
8. An de Muermisch
9. An Inzenhahn (Hirtzenhahn)
10. Künningsborn
11. Siefer Feld
12. Em jongen Siefen
13. Euelsberg
14. Om Weiherchen
15. In den jähen Hähnen
16. Op de Gezeh
17. Hirzheide
18. Op em Höfche (Auf dem Höfchen)
19. Hönger der Steen
20. Op den Steen
21. Schlah (Schlawiss)
22. Fritz’ Eeche
23. Op de Horloh
24. Op de Hanbuche
25. Op de Kempe (Kirchenkamp / Kämpche)
26. Hofwiss
27. In de Höef
28. Krüzland
29. Em Kriegersch Garten
30. Osterbach
31. Im Hahndermich
32. Om Stock
33. Op de Dörnhecke
34. In de Kirschlah
35. Hoorwiss
36. Op de Hüell
37. Kallichs Feld
38. Höngerm Lebel
39. Ostereechen
40. Römerschlah
41. Op de Warich
42. Ricke Feldchen
43. Ellings Dannen
44. Schewe Ower
45. Mülleschlah
46. Müllewald
47. Kieseleje Ka(h)mer
48. Wolfsiefen
49. Hämmerhardt (Emmer Hardt / Auf der Hardt)

## Freizeit

### Vereinswesen
- Freiwillige Feuerwehr Morsbach, Löschgruppe Wendershagen
- Musikzug Wendershagen der Freiwilligen Feuerwehr Morsbach
- Männergesangverein Harmonie Wendershagen
- Dorfgemeinschaft Wendershagen

## Bus- und Bahnverbindungen

### Linienbus
Haltestelle: Wendershagen
- 349 Morsbach (OVAG)